# Weiterstadt
Weiterstadt is een gemeente in de Duitse deelstaat Hessen, gelegen in de Landkreis Darmstadt-Dieburg. De stad telt 26.064 inwoners.

## Geografie
Weiterstadt heeft een oppervlakte van 34,4 km² en ligt in het centrum van Duitsland, iets ten westen van het geografisch middelpunt.

## Stadsdelen van Weiterstadt
- Braunshardt
- Gräfenhausen
- Riedbahn
- Schneppenhausen
- Weiterstadt

Alsbach-Hähnlein ·
Babenhausen ·
Bickenbach ·
Dieburg ·
Eppertshausen ·
Erzhausen ·
Fischbachtal ·
Griesheim ·
Groß-Bieberau ·
Groß-Umstadt ·
Groß-Zimmern ·
Messel ·
Modautal ·
Mühltal ·
Münster ·
Ober-Ramstadt ·
Otzberg ·
Pfungstadt ·
Reinheim ·
Roßdorf ·
Schaafheim ·
Seeheim-Jugenheim ·
Weiterstadt